# Hato Rey
Hato Rey es un sector situado en la parte noroeste del municipio capitalino de San Juan en Puerto Rico.
En la actualidad se extiende a lo largo de tres secciones del municipio de San Juan, Estado Libre Asociado de Puerto Rico:

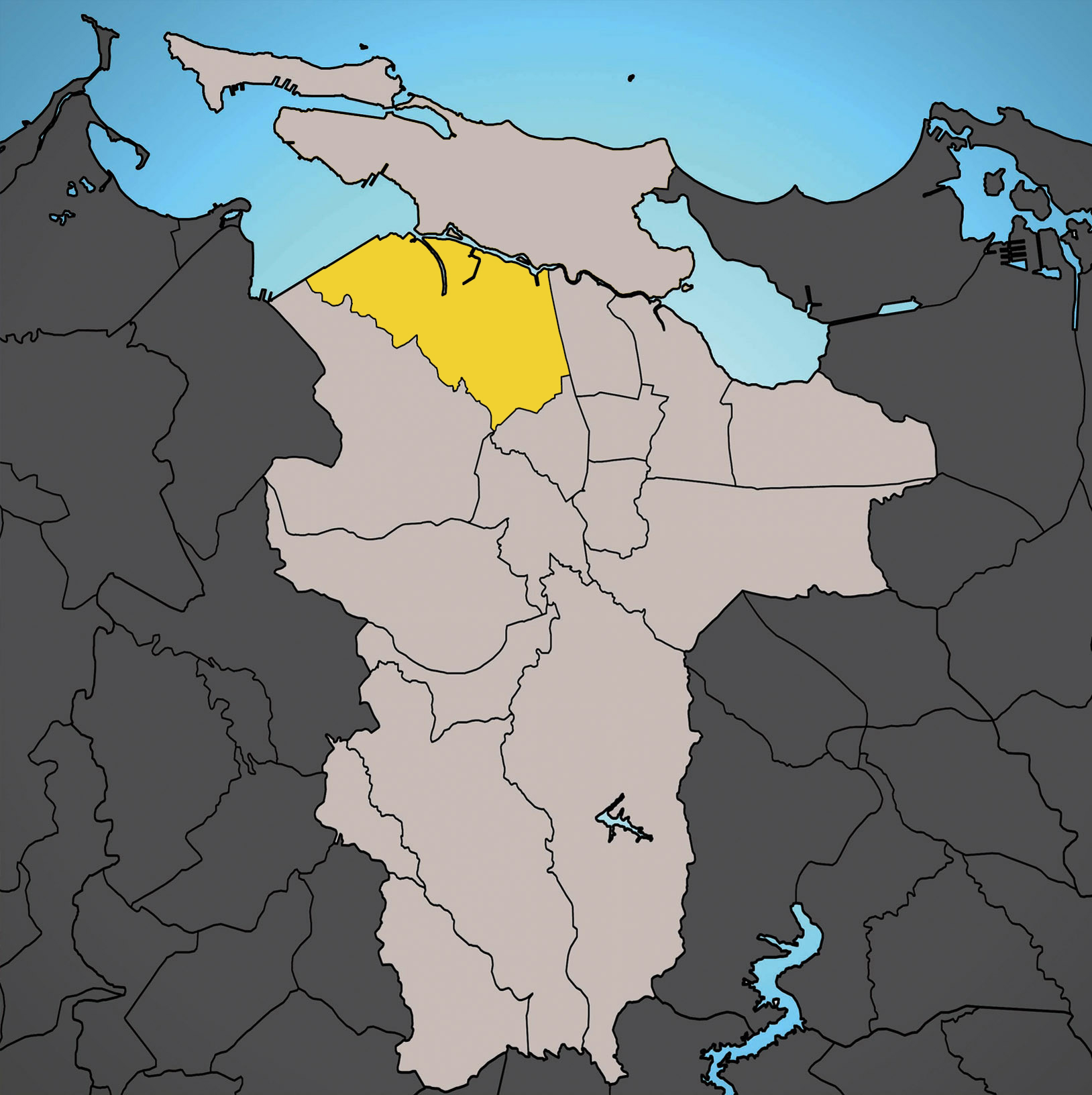
Hato Rey Norte
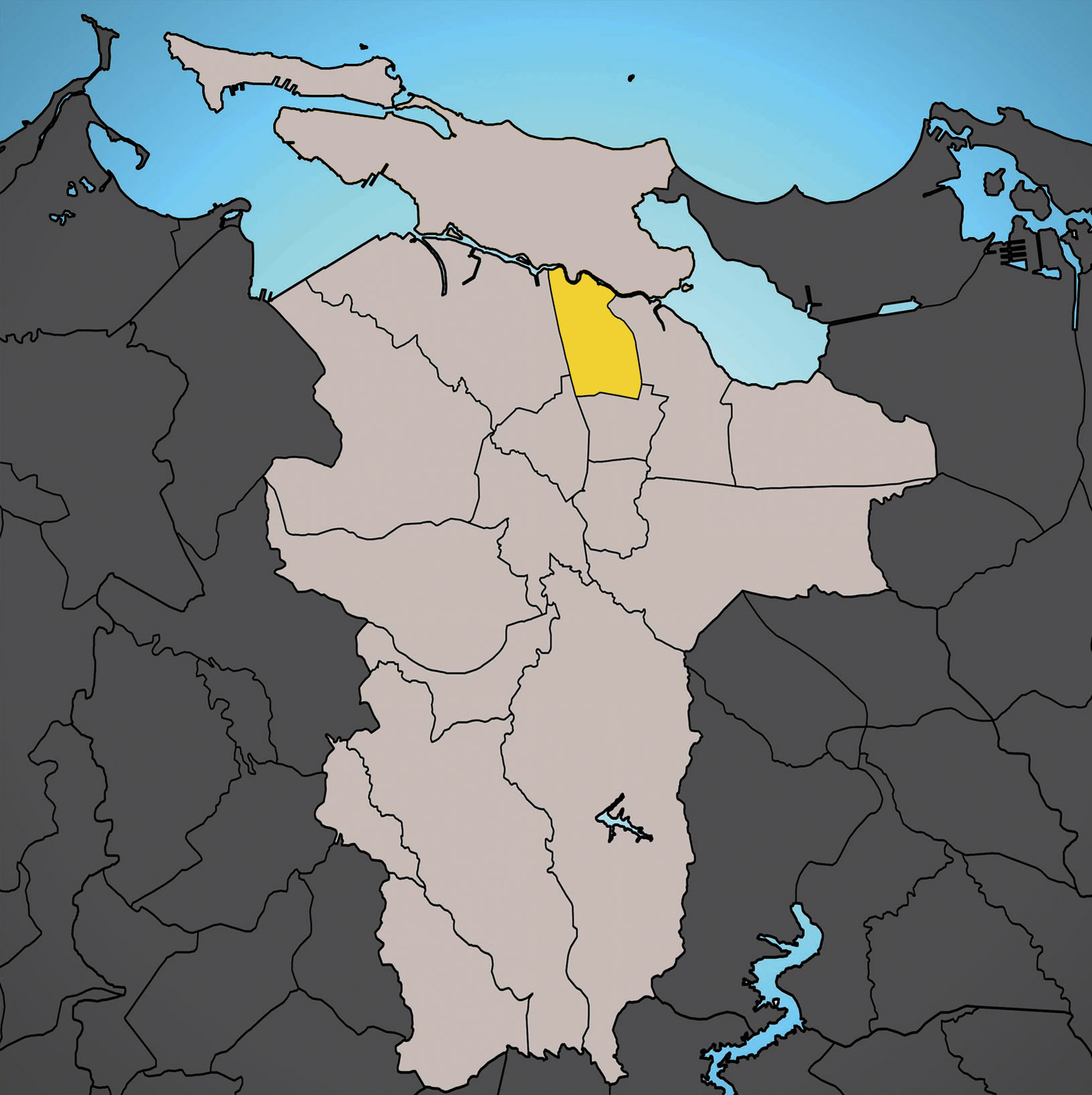
Hato Rey Central
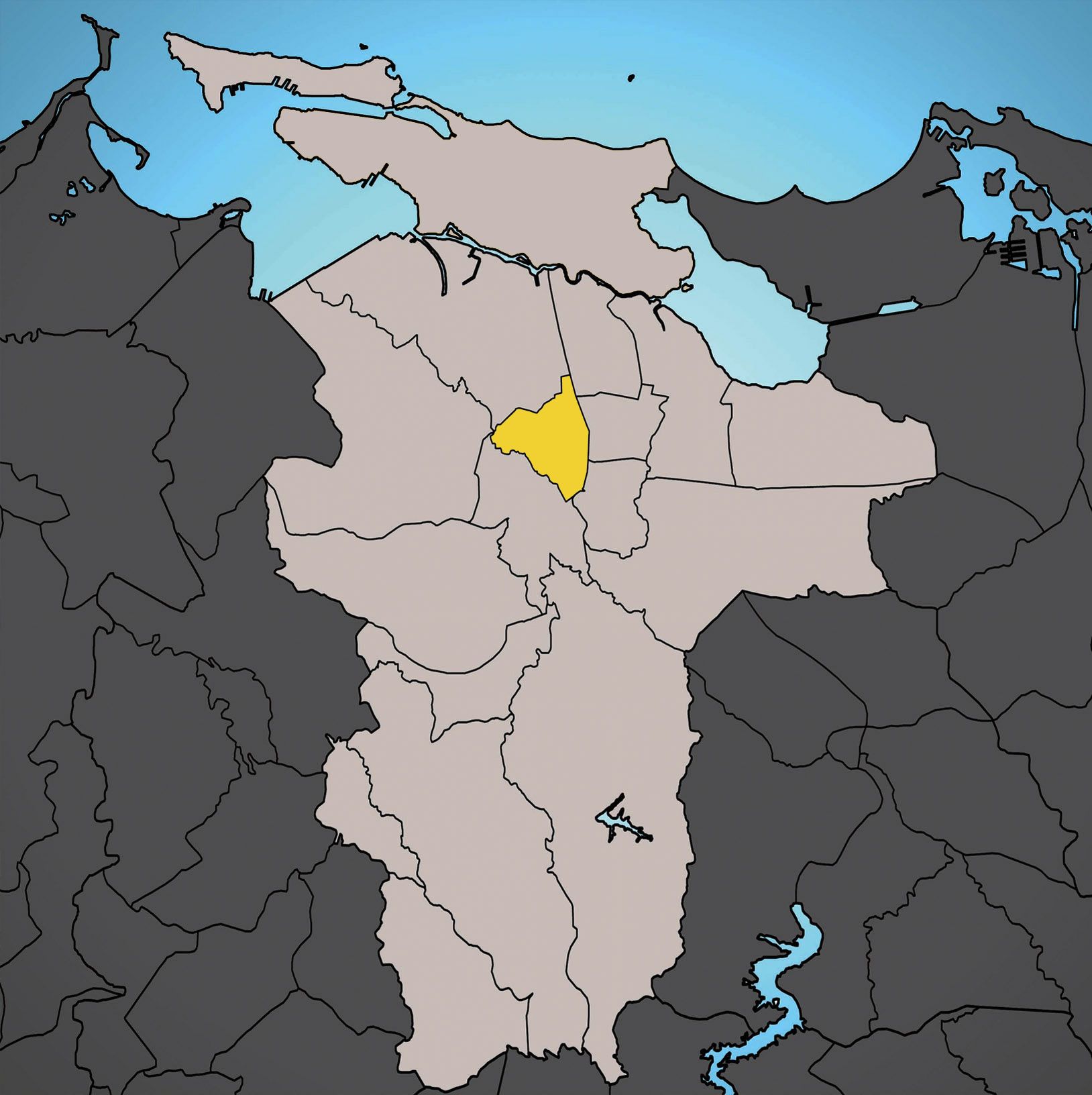
Hato Rey Sur

## Paisaje urbano
Su nombre significa «granja de ganado del rey (Hato)». En el siglo XVIII, el ganado deambulaba por los campos de caña de azúcar en la zona. Su proximidad a zonas residenciales de San Juan, Río Piedras y Miramar lo convirtió en un lugar perfecto desde donde producir lo que sus habitantes comían. El área también se le conocía como «Las Monjas», debido a un convento que se ubicaba en la zona en el siglo XIX.
La parte norte de Hato Rey es un sorprendente contraste entre el barrio de los más pobres y del distrito financiero de San Juan, conocido como la « Milla de Oro de San Juan» (The Golden Mile), un tramo que efectivamente cubre sólo una milla, pero en donde se ubican algunos condominios de clase media alta, así como la sede de muchos grandes bancos locales e internacionales. Esto hace del distrito uno de los centros más importantes de Puerto Rico y de la economía del Caribe.
En Hato Rey hay también numerosas boutiques y restaurantes (sobre todo a lo largo de la avenida Roosevelt). El Coliseo de Puerto Rico José Miguel Agrelot y el Tren Urbano están remodelando Hato Rey y reuniendo a la gente en el área fuera de horas. El tren también está ayudando a aliviar los problemas de tráfico en la zona por la descongestión de las carreteras. La sede principal de la Fraternidad Fi Sigma Alfa está ubicada en la calle México, esquina Chile de Hato Rey. El Club de Leones de Hato Rey, fundado en 1955, se encuentra en la calle Alhambra, frente a la Universidad Politécnica.
Debido a su ubicación, viajeros que se dirijan al Viejo San Juan tienen que conducir a través de Hato Rey.

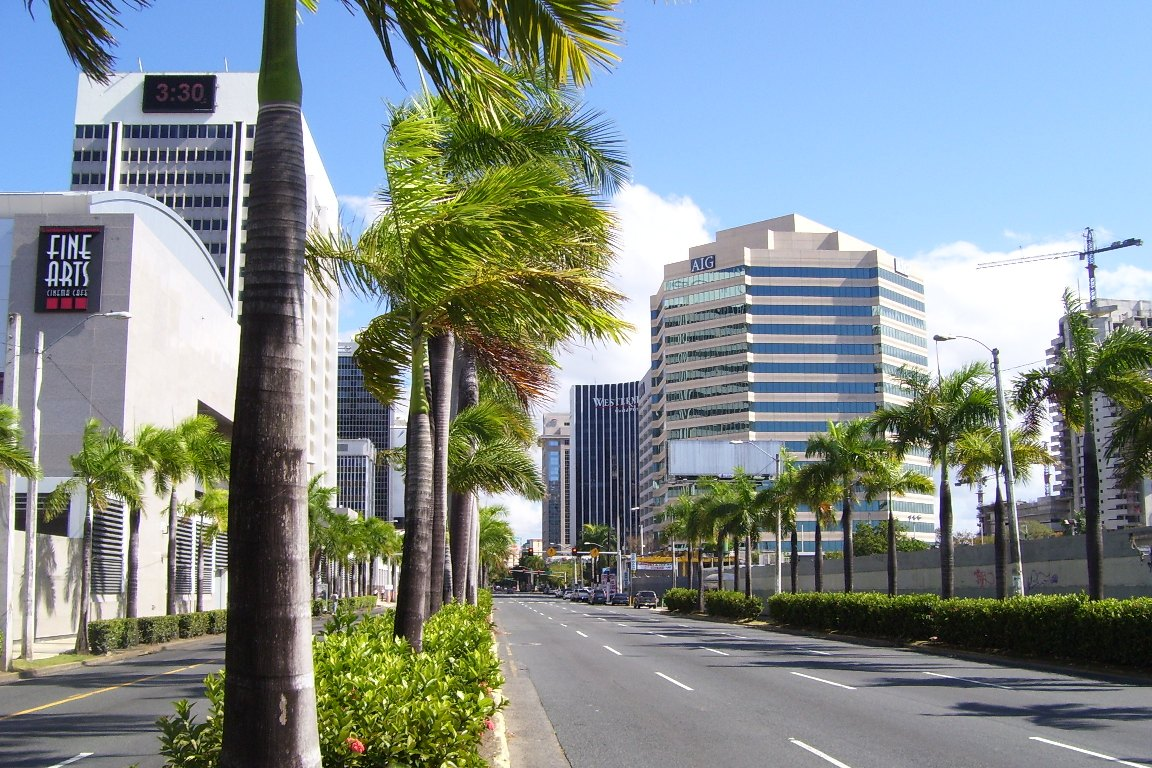
Milla de Oro
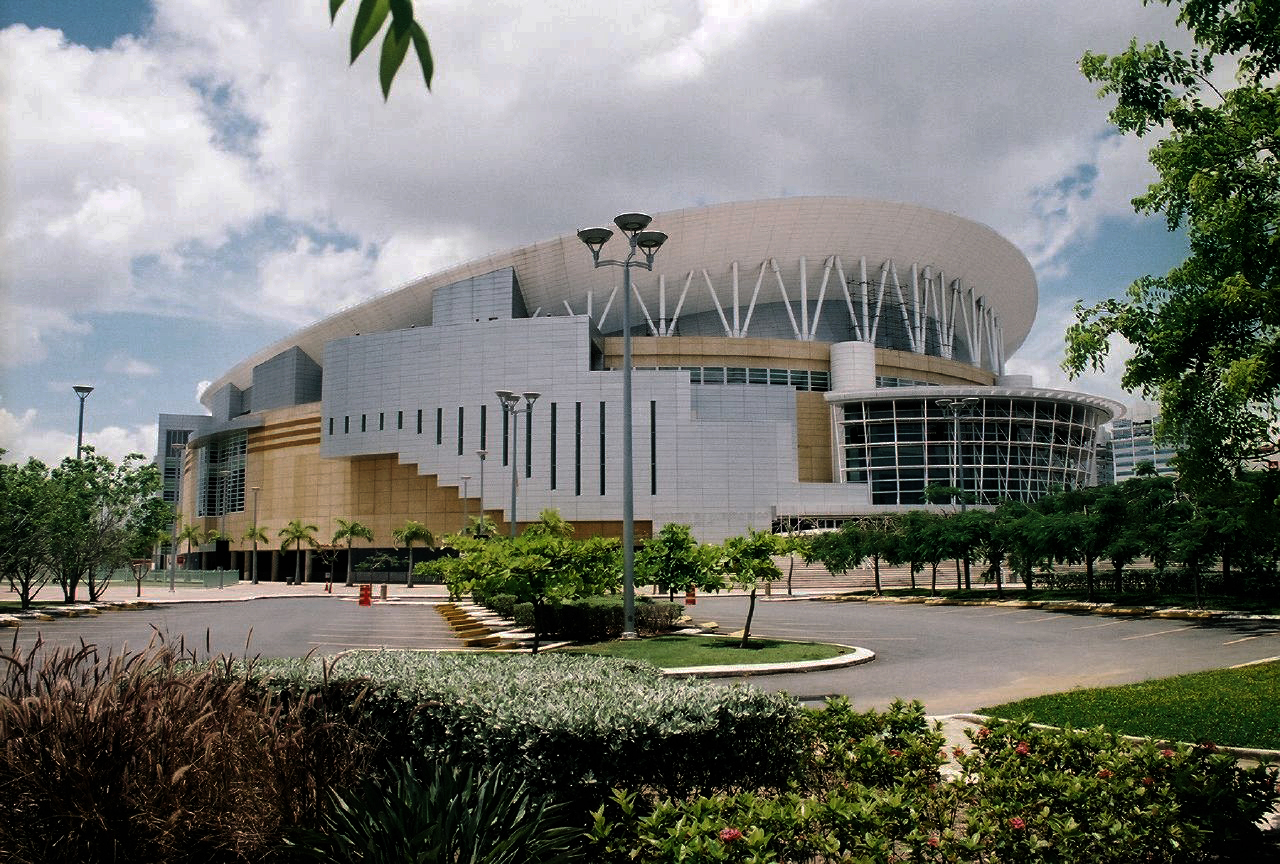
Coliseo de Puerto Rico
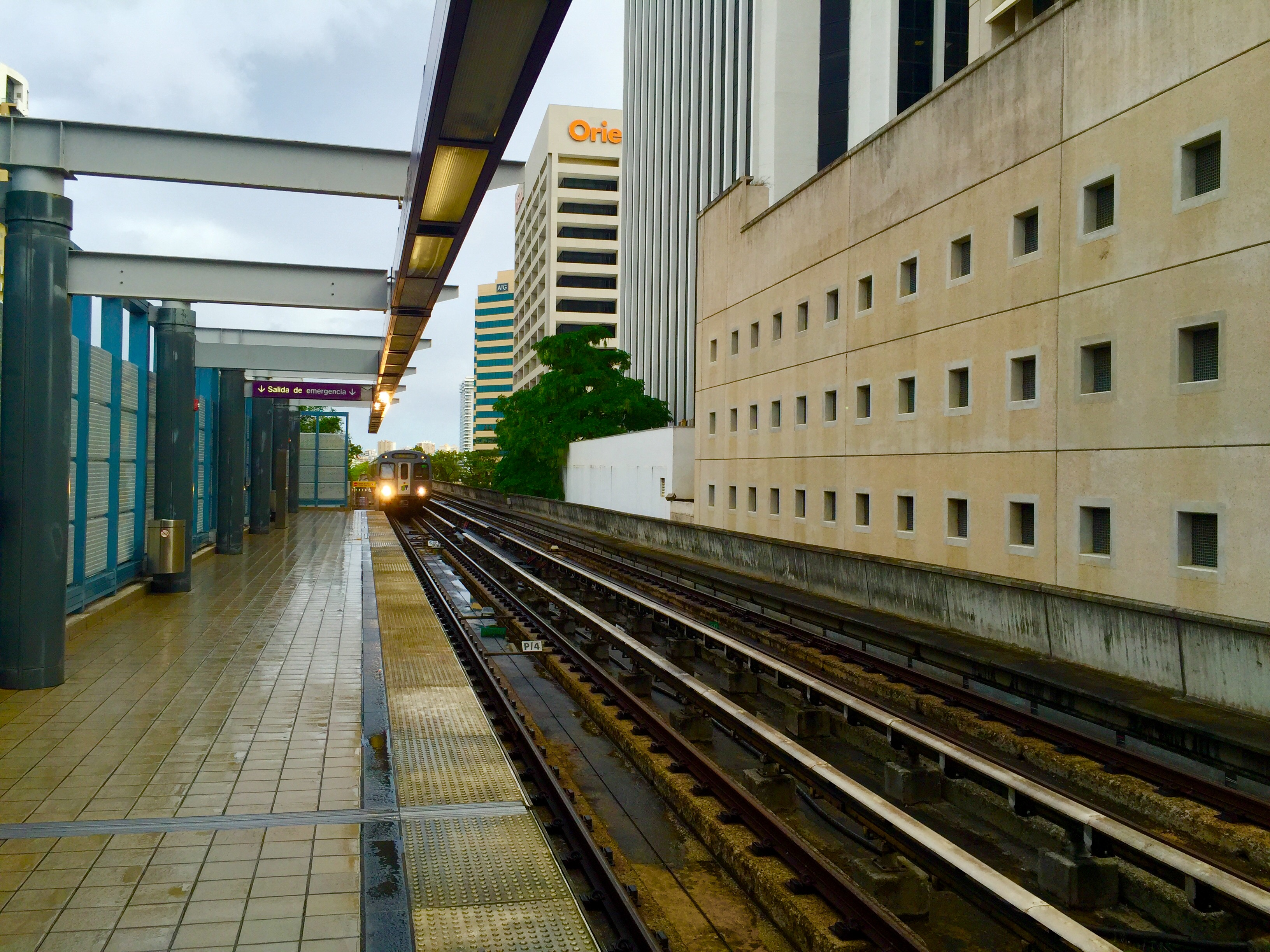
Estación Roosevelt del Tren Urbano

## Economía
Edificios importantes en Hato Rey incluyen la sede del Popular, Inc., Plaza Las Américas y el Coliseo Roberto Clemente. La sede del FBI en Puerto Rico también se encuentra en Hato Rey. Debido a la cercanía de la zona del aeropuerto, las compañías aéreas más importantes, como Avianca, han tenido sus oficinas en Hato Rey. 
Compaq opera sus oficinas de Puerto Rico en Hato Rey.